# فرودگاه میندوسا
فرودگاه میندوسا (به انگلیسی: Minnedosa Airport) یک فرودگاه خصوصی است که یک باند فرود چمن و برف دارد و طول باند آن ۸۳۸ متر است. این فرودگاه در کشور کانادا قرار دارد و در ارتفاع ۵۶۱ متری از سطح دریا واقع شده‌است.